# Nítíða saga
Nítíða saga es una de las sagas nórdicas de autor anónimo, que se supone fue escrita en Islandia hacia el siglo XIV en nórdico antiguo. Pertenece al género de las sagas caballerescas. La saga trata sobre una doncella-guerrera que reina en Francia, llamada Nítíða, quien es pretendida por reyes y príncipes de lugares tan lejanos como Constantinopla, India, y un lugar que la saga denomina «tierra de los sarracenos». 
Se ha teorizado que pueda ser una respuesta directa a Klári saga, donde también aparece una protagonista femenina, Serena, que es brutalmente castigada por rechazar la propuesta de matrimonio del héroe Klárus, mientras que la heroína de Nítíða saga posee un perfil mucho más favorable y recibe mejor trato del pretendiente Liforninus. Etnia, viajes, y geografía juegan un papel importante en la saga, así como las cuestiones de género y poder, mientras que la magia, el engaño y la decepción también ocupan un lugar destacado.
La saga sobrevive gracias a unas 70 copias manuscritas.